# Classe Pietro Micca
La classe Pietro Micca era una classe di sommergibili della Regia Marina costruiti in 6 esemplari ed entrati in servizio a partire dal 1918.

## Unità

### Pietro Micca
Impostato il 20 settembre 1915, varato il 3 giugno 1917. Entrato in servizio: 28 agosto 1918. Radiato il 2 giugno 1930.

### Luigi Galvani
Impostato il 20/09/1915, varato il 26/01/1918. Entrato in servizio: 10/06/1918
Radiato il 02/06/1930.

### Evangelista Torricelli
Impostato il 20/09/1915, varato il 16/06/1918. Entrato in servizio: sett. 1918
Radiato il  01/10/1930.

### Angelo Emo
Impostato il febbraio 1916, varato il 23/02/1919. Entrato in servizio: 1919
Radiato il  01/10/1930.

### Lorenzo Marcello
Impostato il febbraio  1916, varato il 29/09/1919. Entrato in servizio: 1919
Radiato il  21/01/1928.

### Lazzaro Mocenigo
Impostato il febbraio  1916, varato il 26/07/1919. Entrato in servizio: 1919
Radiato il 10/04/1937.